# Graciela M. Tourn
Graciela Mónica Tourn ( 1950) es una botánica e ingeniera agrónoma argentina, especializándose en exo y endomorfología y en arquitectura de la planta.
Se recibió en la Facultad de Agronomía de la UBA, en 1972. Y en 2003, obtuvo el doctorado en Ciencias Biológicas, por la Universidad Nacional de Córdoba. Estudió con el Dr. Francis Halle con el que participó en una misión de estudio en la Guyana Francesa. Desde 1974, desarrolla actividades académicas y científicas, como profesora asociada de Cátedra Exclusiva de Botánica FAUBA; en la Cátedra de Botánica Agrícola, de la Facultad de Agronomía de la UBA.

## Obras
- d. López, v. Gómez, g. Hogg, l. Tello, l. Luna, f. Gedda, f. Amuchástegui, m. Chalar, e. Besnati, m. Silva,, graciela m. Tourn, a. Scopel, l. Piazza. 2008. The Bioassay: Laboratory Experience and Research Tool. VIII National Meeting, III International Congress on Teaching of Biology. Biology Education as Social Demand Response. Mar del Plata

- m.p. Silva, d. López, l. Piazza, a. Scopel. 2008. Allelopathic effects of aqueous extract and essential oil of oolepis Flourensia Flourensia campestris and Blake, on germination and/or growth of lettuce (Lactuca sativa) XIII Latin American Meeting and Argentina XXVII Meeting of Plant Physiology. Rosario, Argentina

- -------------, ----------, ------------, ----------. 2008. Effect of mycorrhization (MA) on the allelopathic potential of aqueous extract of leaf Flourensia Argentina oolepis. XXIII Meeting of Ecology. San Luis, Argentina

- d. López, v. Gómez, g. Hogg, l. Tello, l. Luna, f. Gedda, f. Amuchástegui, m. Chalar, e. Besnati, m. Silva, graciela m. Tourn, a. Scopel, l. Piazza. 2008. The Bioassay: Laboratory Experience and research tools. VIII National Meeting, III International Congress on Teaching of Biology. Biology Education as Social Demand Response. Mar del Plata

- germán Roitman, josé a. Castillo, graciela m. Tourn, rolando Uria. 2007. A New Species, Habranthus sanavirone (Amaryllidaceae), from Argentina. Novon: A J. for Botanical Nomenclature 17 (3): 393-394. doi: http://dx.doi.org/10.3417/1055-3177(2007)17[393:ANSHSA]2.0.CO;2 en línea

- c.s.b. Costa, r. Armstrong, y. Detrés, e.w. Koch, graciela m. Tourn, o.a. Bianciotto, l.m. Pinedo. 2006. Effect of UV-B radiation on salt marsh vegetation. Photochemistry & Photobiology 82: 878-86

- graciela m. Tourn, g. Barthélémy, j. Grossfeld. 1999. Una aproximación a la arquitectura vegetal. Bol. Soc. Argent. Bot. 34: 85-99

- ----------------------, b. Pidal, f. Menvielle, a. Scopel. 1999. Clonal strategies in a woody weed: Melia azedarach. Plant & Soil 217: 111-117

- ----------------------, f. Perret, g.g. Roitman. 1998. Etude des complexes axillaires de plantes grimpantes guyanaises. pp. 50-55 in Biologie d’une canopée de forêt equatoriale. III. Rapport de la Mission d’Exploration Scientifique de la Canopée de Guyane, octubre-diciembre de 1996

- r.d. Tortosa, l. Aagesen, graciela m. Tourn. 1996. Morphological studies in the Colletieae (Rhamnaceae): analysis of architecture and inflorescences. Bot. J. Linn. Soc. 122: 353-367

- graciela m. Tourn, g.g. Roitman. 1996. Lotus tenuis Wald. et Kit. (Fabaceae): an architectural analysis. Lotus Newsl. 27: 22-25

- ----------------------, g.g. Roitman. 1996. Morphology and growth of south American Fabaceae: Sesbania punicea (Cav.) Benth.: An architectural analysis, pp. 20-21 in Edelin, C. (ed.) Memoires 3ème. Colloque International L' Arbre [Naturalia Monspeliensia num. h.s.]. Montpellier

- ----------------------, a. Bartoli, r.d. Tortosa, g.g. Roitman, m. Saucede. 1994. Lotus tenuis and Medicago sativa (Fabaceae): an holistic approach. Lotus Newsl. 25: 5

- ----------------------, m.c. Saucede, g.g. Roitman. 1994. Avances en el estudio de la unidad arquitectural de cultivares de alfalfa (Medicago sativa) con diferente latencia durante el año de implantación. Rev. Argent. Prod. Animal 14, Supl. 1: 69

- ----------------------, g.g. Roitman. 1994. Lotus tenuis: regenerative strategies on natural grazing. Lotus Newsl. 25: 7

- j. Casal, c. Ballaré, graciela m. Tourn, r.a. Sánchez. 1994. Anatomy, growth and survival of a long-hypocotyl mutant of Cucumis sativus deficient in phytochrome. B. Ann. Bot. 73: 569-575

- m.c. Menéndez Sevillano, a.c. D'Ambrogio, graciela m. Tourn, m.c. Gróttola, g.g. Roitman. 1993. Spatial relationship of the vascular and supporting tissues in stems of commercial beans genotypes: Correlations with agronomic characters. Preliminary results. Ann. Rep. Bean Improv. Coop. 36: 72-73

- graciela m. Tourn, r.d. Tortosa, d. Medan. 1992. Multiple buds in Rhamnaceae: an architectural analysis. Bot. J. Linn. Soc. 108: 275-286

- ----------------------, a. Bartoli, r.d. Tortosa. 1991. The morphology and growth of Gouania ulmifolia Triana et Planch. (Rhamnaceae): an architectural analysis. pp. 666-667 in Edelin, C. (ed.) Memoires 2ème. Colloque International L' Arbre [Naturalia Monspeliensia num. h.s.]. Montpellier

- ----------------------, r.d. Tortosa, a. Bartoli. 1990. El complejo axilar de las especies de Ziziphus (Rhamnaceae) del Nuevo Mundo. Bol. Soc. Argent. Bot. 26: 215-220

- graciela m. Tourn, d. Medan, r.d. Tortosa. 1989. Yemas múltiples en Ramnáceas: organización del complejo axilar en Ziziphus y Paliurus. Kurtziana 20: 101‑111

- r.d. Tortosa, m.c. Badaracco, graciela m. Tourn. 1986. Hibridación entre Condalia buxifolia y C. microphylla (Rhamnaceae). Kurtziana 18: 47-68

- graciela m. Tourn. 1985. La naturaleza caulinar de las espinas de Ziziphus mistol (Rhamnaceae) y su comparación con otras especies de la familia. Bol. Soc. Argent. Bot. 24: 71-79

- ----------------------. 1981. Ontogenia y morfología de las cavidades lisígenas de Heterophyllaea pustulata (Rubiaceae). Bol. Soc. Argent. Bot. 20: 91-96

## Honores
Miembro
- Sociedad Argentina de Botánica

- La abreviatura «G.M.Tourn» se emplea para indicar a Graciela M. Tourn como autoridad en la descripción y clasificación científica de los vegetales.[2]